# Мурзілка в Африці
«Мурзілка в Африці» — український анімаційний фільм 1934 року створений на київській кінофабриці Українфільм. Анімаційний фільм є одним з найстаріших українських анімаційних фільмів і першим анімаційним фільмом правонаступника Українфільм у царині анімації компанії Укранімафільм (першим українським анімаційним фільмом був фільм «Казка про солом'яного бичка» (1927, втрачений), другим — «Українізація» (1927, втрачений)). Фільм виконано у техніці мальованої анімації. Загальний метраж фільму 295 метрів.

## Сюжет
Піонери Мурзілка та Знайка мандрують до Африки, щоб визволити з неволі чорношкіру дівчинку Кане. Долаючи труднощі й перешкоди, вони виривають Кане з лабет пригноблювача-колонізатора.

## Виробництво
Робота над фільмом «Мурзилка в Африці» велася у 1934 році всім мультиплікаційним цехом Українфільму. Відомо, що фільм початково планували як художню, а не анімаційну, стрічку.

## Творча команда
- Режисери: Євген Горбач, Семен Гуєцький
- Сценарист: Є. Дубинський
- Композитор: Олександр Зноско-Боровський
- Аніматори: Євген Горбач, Семен Гуєцький, І. Клебанов, С. Крюков
- Звукооператор: В. Гіршберг

## Відновлення
Фільм вважався втраченим до 2018 року, коли він не був знайдений росіянином Дмитром Корнєєвим, та розміщений 6 серпня 2018 року на його YouTube-каналі. Корнєєв запропонував віддати копію плівки Госфільмофонду Росії, й вони взяли плівки фільму, й відповідно з 2018 року копія плівки стрічки зберігається у них.